# Сьвешевко
Сьвешевко (пол. Świeszewko) — село в Польщі, у гміні Сьверче Пултуського повіту Мазовецького воєводства.
Населення — 85 осіб (2011).
У 1975-1998 роках село належало до Цехановського воєводства.

## Демографія
Демографічна структура станом на 31 березня 2011 року:
|          | Загалом | Допрацездатний вік | Працездатний вік | Постпрацездатний вік |
| -------- | ------- | ------------------ | ---------------- | -------------------- |
| Чоловіки | 41      | 10                 | 28               | 3                    |
| Жінки    | 44      | 8                  | 28               | 8                    |
| Разом    | 85      | 18                 | 56               | 11                   |